# Ajournering
Ajournering är ett uppehåll i ett sammanträde. Ajournering kan användas till exempel som en kort rast, ett måltidsuppehåll, för enskilda överläggningar eller för att ge någon tid att arbeta om ett förslag. Ajournering kan även ske på en längre tid, till exempel till en annan dag.